# Бровченко, Вера Никифоровна
Вера Никифоровна Бровченко (27 сентября 1913, Сухум, Сухумский округ — неизвестно) — советский архитектор.

## Биография
Родилась 27 сентября 1913 года в Сухуми. Вслед за своим братом, инженером-архитектором, в 1933 году устроилась на работу в мастерскую № 2 Моссовета, возглавляемую А. В. Щусевым. Работала в должности техника-архитектора, параллельно училась в Московском архитектурном институте (МАРХИ). Принимала участие в разработке интерьеров станций метро «Площадь Свердлова», «Динамо», «Киевская», «Комсомольская». Затем участвовала в проектировании Концертного зала имени Чайковского, гостиницы «Пекин», поточного жилищного строительства на Ленинском проспекте. В 1941 году окончила МАРХИ.
После начала Великой Отечественной войны занималась проектированием бомбоубежищ, участвовала в расширении оборонных заводов в Сибири и на севере страны. Позднее, для того чтобы обеспечить быстрое строительство домов после войны, занималась созданием домов из дельферного гипса.
В первые послевоенные годы В. Н. Бровченко в качестве соавтора занималась проектированием и строительством жилого района на Хорошёвском шоссе (в соавторстве с Г. Я. Вольфензоном, под руководством Д. Н. Чечулина). Участвовала в проектировании главного здания МГУ и закладке высотного здания в Зарядье. В 1948 году окончила Инженерно-строительный институт Моссовета. В 1964 году окончила Университет прогресса.
В 1952 году В. Н. Бровченко была назначена на должность главного архитектора проектов. С середины 1950-х годов работала в мастерской № 13 Моспроекта, занимавшейся реконструкцией Ждановского, Волгоградского и Люблинского районов Москвы.
В. Н. Бровченко занималась проектированием и строительством жилых кварталов вдоль Нижегородской и Новорогожской улиц, Рязанского и Волгоградского проспектов, в Капотне, Курьянове и Люблине. Бригада архитекторов под её руководством построила около 250 жилых домов, а также детские сады, школы, магазины, поликлиники, АТС и другие сооружения.
В содружестве с югославскими архитекторами В. Н. Бровченко занималась проектированием и строительством здания посольства Югославии в СССР на Мосфильмовской улице, 46. По её проекту было построено 11-этажное инженерно-лабораторного корпуса МПС по Нижегородской улице, 27с1. Она выполнила рабочие чертежи одной из частей Дома Советов РСФСР.
Член Союза архитекторов СССР с 1952 года. Член КПСС с 1953 года. Избиралась членом партбюро и председателем секции Союза архитекторов мастерской № 13.

## Награды
- Орден «Знак Почёта» (1947)[2]
- Медаль «За доблестный труд в Великой Отечественной войне 1941—1945 гг.»[2]
- Знак «Строителю Ташкента» — за участие в застройке Ташкента[2]
- Почётная грамота и звание «Ветеран труда Моспроекта-1» (1972)[2]